# Max Ludwig
Pour les articles homonymes, voir Ludwig.
Max Ludwig, né le 22 avril 1896 à Halle et mort le 26 septembre 1957 à Berlin, est un bobeur allemand.

## Biographie
Max Ludwig obtient la médaille de bronze en bob à quatre aux Jeux olympiques d'hiver de 1932 à Lake Placid. Il se classe à la septième place en bob à deux.

## Palmarès

### Jeux Olympiques
- : médaillé de bronze en bob à 4 aux JO 1932.